# Гострий Олександр Васильович
Олександр Васильович Гострий (нар. 21 листопада 1912, місто Нікополь, тепер Дніпропетровської області — 8 квітня 1992, місто Сімферополь, Автономна Республіка Крим) — український радянський діяч, машиніст-інструктор паровозного депо станції Джанкой Кримської області. Герой Соціалістичної Праці (5.11.1943). Депутат Верховної Ради СРСР 4—5-го скликань (у 1956—1962 роках).

## Життєпис
Народився 21 листопада 1912 року в місті Нікополі Катеринославської губернії в багатодітній родині залізничника. Батько рано помер.
З юних років Олександр Гострий наймитував у заможних селян. Освіта початкова: у школу ходив тільки чотири роки. У сімнадцять років пішов працювати учнем коваля в артіль, а в 1930 році влаштувався на роботу слюсарем в паровозне депо станції Нікополь.
У 1934 році був призваний в Червону Армію і направлений по спеціальному набору в бронетанкові війська. Спершу служив в Києві, а потім танковий батальйон перекинули на Далекий Схід, в місто Нікольск-Уссурійський. Служив у майстерні по ремонту танків.
Після демобілізації в 1937 році повернувся в Нікополь, де працював помічником машиніста паровозного депо.
У 1938 році перехав до Кримської АРСР, склав іспити на права керування локомотивом і почав працювати машиністом паровозного депо станції Джанкой Сталінської залізниці.
Член ВКП(б) з 1941 року.
З перших днів німецько-радянської війни водив військові ешелони, часто під ворожими бомбами. У кінці жовтня 1941 року, коли німці увійшли до Криму, вивів останній ешелон з евакуйованого залізничного вузла. Ешелон пішов до Феодосії, звідти в Керч, а далі, під вогнем противника, переправився через Керченську протоку в Кубань.
На Кубані працював на будівництві залізної дороги Кизляр—Астрахань. У 1942 році був зарахований в паровозну колону особливого резерву № 12. Працював спершу рядовим, а потім старшим машиністом, обслуговуючи головні ділянки ближнього фронту, а з липня 1942 року — Сталінградського. На станції Касторній паровоз Олександра Гострого був розбитий, але після ремонту він продовжував возити все необхідне під час боїв на Курській дузі. У 1943 році паровозна бригада Гострого доправила в Дарницю саперів і потрібні будматеріали для відновлення київських мостів через Дніпро. Служив у паровозній колоні особливого резерву до виходу на польський кордон у 1944 році.
Указом Президії Верховної Ради СРСР від 5 листопада 1943 року «за особливі заслуги в забезпеченні перевезень для фронту і народного господарства і видатні досягнення у відновленні залізничного господарства у важких умовах воєнного часу» Гострому Олександру Васильовичу присвоєно звання Героя Соціалістичної Праці з врученням ордена Леніна і золотої медалі «Серп і молот».
Наприкінці травня 1944 року повернувся в Джанкой і був призначений машиністом-інструктором паровозного депо. У депо не було жодного цілого паровоза, як і будівлі депо. Брав участь у відновленні зруйнованого господарства, паровозів.
У 1962 році закінчив технічну школу в місті Бєлгороді, працював машиністом на тепловозах станції Джанкой. У 1968 році пішов на пенсію. Але і на пенсії працював до 1982 року, вів громадську роботу в місті Джанкої.
Потім — на пенсії в місті Сімферополі, де й помер.

## Нагороди
- Герой Соціалістичної Праці (5.11.1943)
- орден Леніна (5.11.1943)
- ордени
- медалі